# Tour d'Italie 1921
La 9e édition du Tour d'Italie s'est élancée de Milan le 25 mai 1921 et est arrivée à Milan le 12 juin. Long de 3 101 km, ce Giro a été remporté par l'Italien Giovanni Brunero.

## Équipes participantes
- Ancora
- Bianchi
- Bordin
- Legnano
- Stucchi
- Indépendant

## Classement général
| Classement général final |                   |
| --- | ----------------- |
| \| 1. Giovanni Brunero \| 120 h 24 min 39 s \| \| 2. Gaetano Belloni \| à 41 s \| \| 3. Bartolomeo Aymo \| à 19 min 47 s \| \| 4. Lucien Buysse \| à 39 min 00 s \| \| 5. Angelo Gremo \| à 47 min 28 s \| \| 6. Federico Gay \| à 59 min 33 s \| \| 7. Alfredo Sivocci \| à 1 h 24 min 27 s \| \| 8. Clemente Canepari \| à 2 h 24 min 08 s \| \| 9. Giovanni Rossignoli \| à 2 h 24 min 25 s \| \| 10. Luigi Annoni \| à 2 h 36 min 57 s \| \| 69 partants \| \| |                   |
| 1. Giovanni Brunero | 120 h 24 min 39 s |
| 2. Gaetano Belloni | à 41 s            |
| 3. Bartolomeo Aymo | à 19 min 47 s     |
| 4. Lucien Buysse | à 39 min 00 s     |
| 5. Angelo Gremo | à 47 min 28 s     |
| 6. Federico Gay | à 59 min 33 s     |
| 7. Alfredo Sivocci | à 1 h 24 min 27 s |
| 8. Clemente Canepari | à 2 h 24 min 08 s |
| 9. Giovanni Rossignoli | à 2 h 24 min 25 s |
| 10. Luigi Annoni | à 2 h 36 min 57 s |
| 69 partants |                   |

## Étapes
| Étape     | Date    | Villes étapes     | km  | Vainqueur d'étape   | Leader du classement général |
| 1re étape | 25 mai  | Milan – Merano    | 333 | Costante Girardengo | Costante Girardengo          |
| 2e étape  | 27 mai  | Merano – Bologne  | 348 | Costante Girardengo | Costante Girardengo          |
| 3e étape  | 29 mai  | Bologne - Pérouse | 321 | Costante Girardengo | Costante Girardengo          |
| 4e étape  | 31 mai  | Pérouse - Chieti  | 328 | Costante Girardengo | Costante Girardengo          |
| 5e étape  | 2 juin  | Chieti - Naples   | 264 | Gaetano Belloni     | Gaetano Belloni              |
| 6e étape  | 4 juin  | Naples - Rome     | 299 | Luigi Annoni        | Gaetano Belloni              |
| 7e étape  | 6 juin  | Rome - Livourne   | 341 | Giovanni Brunero    | Giovanni Brunero             |
| 8e étape  | 8 juin  | Livourne - Parme  | 242 | Luigi Annoni        | Giovanni Brunero             |
| 9e étape  | 10 juin | Parme - Turin     | 320 | Gaetano Belloni     | Giovanni Brunero             |
| 10e étape | 12 juin | Turin - Milan     | 305 | Gaetano Belloni     | Giovanni Brunero             |

## Sources
- (nl) Cet article est partiellement ou en totalité issu de l’article de Wikipédia en néerlandais intitulé « Ronde van Italië 1921 » (voir la liste des auteurs).